# みかんハート
『みかんハート』は、C&Kの10枚目のシングル。発売元はユニバーサルミュージック。

## 解説
- 前作『愛を浴びて、僕がいる』から約2ヶ月振りのシングル。
- オリコンシングルチャートでは最高19位に記録。自己最高位を更新した（それまでは20位）。

## 収録曲
1. みかんハート(動画)
2. 追憶
3. HOTEL NETTAI-YA (BALLD VERSION)
メジャー1stフルアルバム「CK A-YANKA!!!」収録曲のアレンジ。
4. CKTV
C&Kの2人によるラジオ番組。
5. みかんハート (Instrumental)